# Jasenovac (Bosanski Petrovac)
Jasenovac (szerbül: Јасеновац) szerb falu Bosznia-Hercegovinában, a Bosznia-hercegovinai Föderáció Una-Szanai kantonjában, Bosanski Petrovac községben.

## Fekvése
Bosznia-Hercegovina nyugati részén, Bihácstól légvonalban 62, közúton 73 km-re délkeletre, Bosanski Petrovactól légvonalban 15, közúton 19 km-re keletre, a Bravski polje északi oldalán, a Grmeč-hegység csúcsai alatt a Bosanski Petrovac - Ključ út mentén körülbelül 4 km hosszan húzódik. A falu területe a mező felé lejt, és nem mindenhol egyforma magasságú. Az átlagos tengerszint feletti magasság meghaladja a 800 métert. Egyetlen bővizűbb vízforrása sincs, így a településen egész évben gondok vannak a vízellátással.

## Népessége
| Nemzetiségi csoport | Népesség 1991 | Népesség 2013 |
| ------------------- | ------------- | ------------- |
| Szerb               | 424           | 153           |
| Bosnyák             | 0             | 0             |
| Horvát              | 0             | 1             |
| Jugoszláv           | 4             | 0             |
| Egyéb               | 2             | 3             |
| Összesen            | 430           | 157           |

## Története
Az illírek idejében ez volt az Adriai-tenger hátországa törzseinek (Sardeata és Deura), az északabbra lakó Mazaioi törzzsel határos határterülete, akikkel nem volt szoros kapcsolat, ami a későbbi időkben is megmutatkozott. Ugyanis a Bjelajsko (Bilaji-mező) és Bravsko polje (Bravai-mező) lakossága még ma sem tekinti ezt a területet történelmi értelemben vett Boszniának. A Petrovaci-mezőn élők Boszniának a Bosanska Krupa, Lušci Palanka, Sanica és Ključ környéki területeket, valamint Banja Luka környékét tekintik, vagyis mindazt, ami Grmeč túloldalán, az Una, Szana és a Vrbas (Orbász) völgyében található, és az ókorban a Mazaioi törzs területe volt.
A Petrovaci-mező a Bilaji- és Brava-mezőkkel még a középkorban sem tartozott Alsó-Szlavóniához, sem később az Alsó-Boszniai vidékhez, hanem a déli politikai és vallási struktúrákhoz kapcsolódott. Ez a terület még az oszmán hódoltság első időszakában is a dalmáciai székhelyű Klisszai szandzsákhoz kötődött, és csak az 1699-es karlócai béke volt az, amely az unai határ megállapításával ez a terület minden tekintetben összekapcsolta a mai Bosznia-Hercegovinát alkotó területekkel. Egykor itt haladtak át a Szana-völgybe vezető római és oszmán utak.
Korábban a Steinbeis-Šipadova Drvar-Prijedor keskeny nyomtávú vasút haladt át a falun.

## Nevezetességei
- A Gradina more lelőhelyen egy téglaépület romja található. Ásatásain lándzsát találtak.

- A Bravai-mezőből kiemelkedő Visoko-hegyen egy ókori vár állt, mely még a történelem előtti időkben épült, de a római korban is használták. A hegytetőn, a gerinc legmagasabb pontján falmaradványok is láthatók, melyek mintegy 12 méter hosszúságban maradtak fenn. A középkorban feltehetően egy szakrális építmény is állt ezen a helyen. Egy gyönyörűen kifaragott figurális ábrázolással díszített, latin felirattal ellátott követ találtak itt. A kő azonban túlságosan megsérült, így a teljes feliratot nem lehetett rekonstruálni.[5] Találtak ott egy Theodosius császár korabeli dukátot is, melynek egyik oldalán Nagy Konstantin császár és Szent Ilona császárnő képe látható kereszttel a kezében.[6][7]

## Fordítás
- Ez a szócikk részben vagy egészben  a   Jasenovac című bosnyák Wikipédia-szócikk ezen változatának fordításán alapul.  Az eredeti cikk szerkesztőit annak laptörténete sorolja fel. Ez a jelzés csupán a megfogalmazás eredetét és a szerzői jogokat jelzi, nem szolgál a cikkben szereplő információk forrásmegjelöléseként.